# Малые Клыки
Малые Клыки — бывшая деревня, в советский период — село, в настоящее время — посёлок (жилой массив) с малоэтажной застройкой в составе Казани.

## Территориальное расположение, границы
Посёлок Малые Клыки находится в восточной части Казани, на территории Советского района. Он расположен на левом берегу реки Нокса, по руслу которой проходит северная и восточная граница его территории. Южная граница Малых Клыков проходит вдоль крупной транспортной магистрали — Мамадышского тракта. На юго-западе границей посёлка является проспект Победы, на северо-западе – переулок Дорожный.

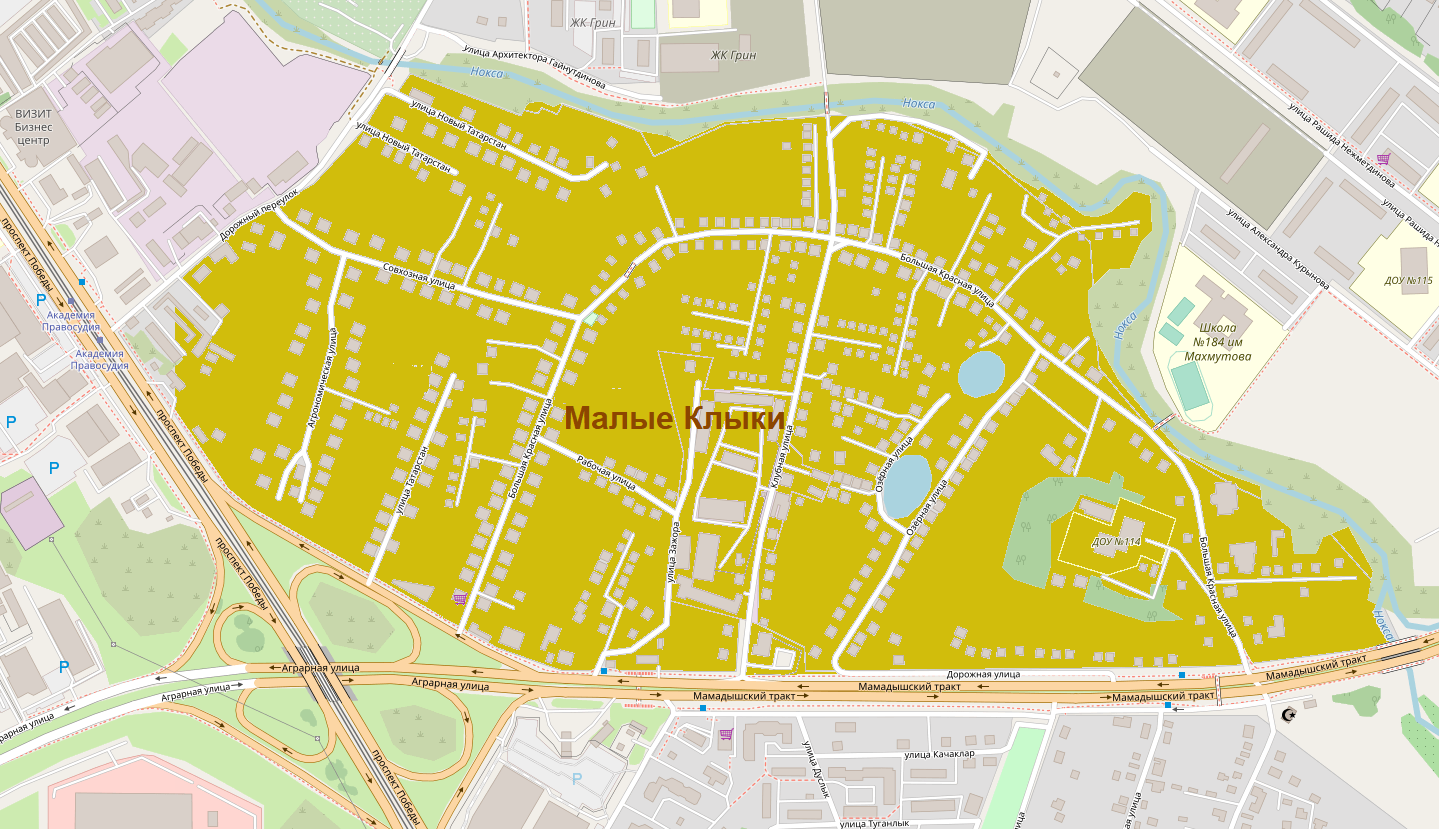
Карта посёлка Малые Клыки

## Население
| Год  | Общая численность | Численность мужчин | Численность женщин |
| ---- | ----------------- | ------------------ | ------------------ |
| 1859 | 268               | 119                | 149                |
| 1885 | 299               | 134                | 165                |
| 1897 | 405               | —                  | —                  |
| 1907 | 438               | —                  | —                  |
| 1927 | 656               | —                  | —                  |
| 1949 | 678               | —                  | —                  |
| 1958 | 732               | —                  | —                  |
| 1970 | 949               | —                  | —                  |
| 1989 | 778               | —                  | —                  |
| 1992 | 820               | —                  | —                  |

Исторически Малые Клыки являются русским поселением. По состоянию на 1992 год, доля русских среди жителей села составляла 79%.

## Административно-территориальная принадлежность
В дореволюционный период и вплоть до 1920 года деревня Малые Клыки территориально относилась к Казанскому уезду и входила в состав Воскресенской волости.
С образованием в 1920 году Татарской АССР уезды были упразднены и заменены кантонами, которые также делились на волости. Малые Клыки вошли в состав Арского кантона, при этом сохранив свою принадлежность к Воскресенской волости. 
В 1927 году в рамках процесса районирования из Арского кантона была выделена юго-западная часть, на территории которой был создан Казанский район с центром в Казани. В состав этого района вошли пригородные территории вокруг столицы Татарской АССР, в том числе Малые Клыки. 
С упразднением Казанского района в 1938 году Малые Клыки вошли в состав Столбищенского района, а с упразднением его в 1959 году — в состав Высокогорского района. В 1963 году село включили в состав Пестречинского района, но в 1965 году оно вновь оказалось в Высокогорском районе, где и находились до 1998 года.
27 ноября 1998 года Малые Клыки вместе с соседними Большими Клыками вошли в состав Казани, став частью Советского района.

## История

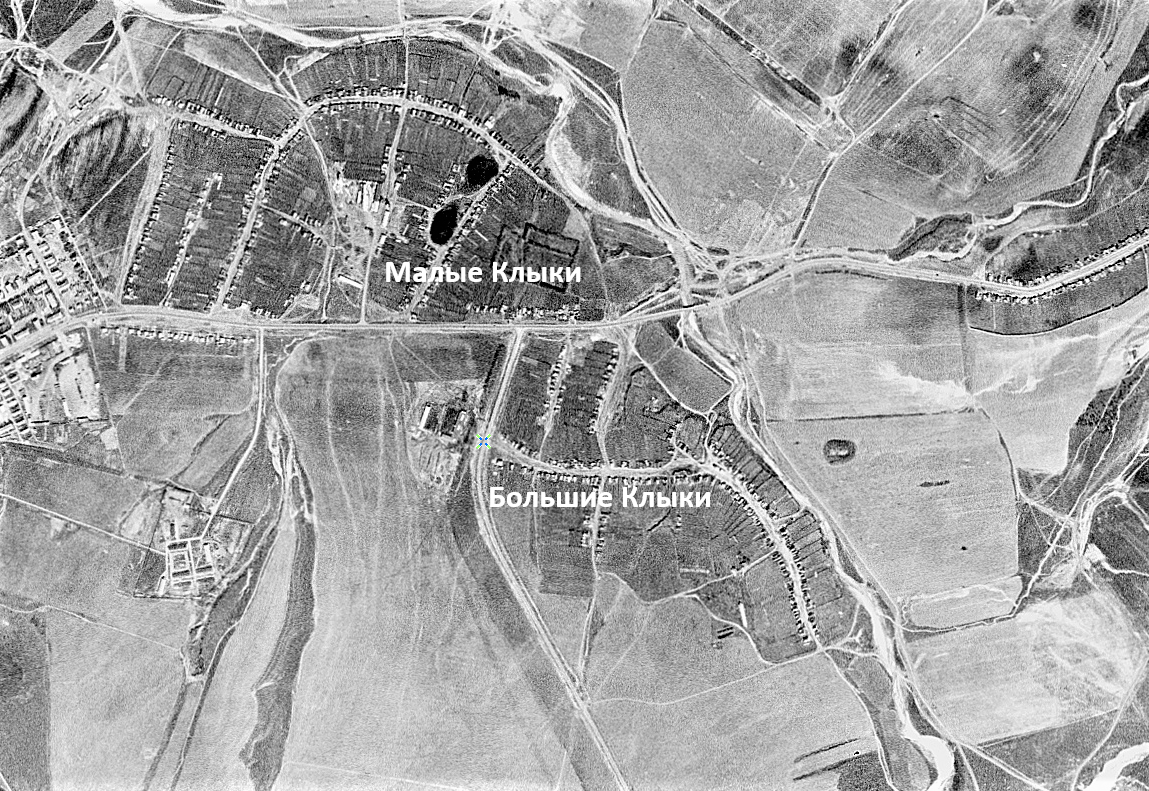
Малые и Большие Клыки на снимке с американского спутника (8 мая 1972)

Деревня впервые упоминается в Писцовой книге Казанского уезда 1565—1568 годов (по И. А. Износкову — 1567 год) как вотчина Спасо-Преображенского монастыря. Современные татарские историки считают, что она была основана в 1550-е годы или даже во времена Казанского ханства (до 1552 года).
В Писцовой книге Казанского уезда 1647—1656 годов деревня упоминается под названием сельцо Клыки на реке на Ноксе, в котором «пашни паханые четырнатцать длинников с полудлинником, семнатцать поперечников, итого двесте сорок шесть десятин с полудесятиною в поле, а в дву по тому ж».
В 1764 году в соответствии с манифестом Екатерины II о секуляризации монастырских земель Малые Клыки перешли в разряд казённых деревень, а её жители были переведены из монастырских крестьян в экономические, но позднее стали государственными крестьянами, находясь в таком состоянии до 1860-х годов. 
В дореволюционный период Малые Клыки значились в составе прихода села Вознесенское, находясь от него в 3 верстах. Расстояние до Казани составляло 4 версты, до волостного правления в селе Воскресенском — 10 вёрст. 
По состоянию на 1885 год, жители Мало-Клыковского сельского общества имели земельный надел площадью 876 десятин. Часть из них занималась огородничеством. В самой деревне имелось 44 двора и один «кирпичный сарай» (кирпичное производство).
В 1931 году на части прилегающих к Казани земель, находившихся в пользовании крестьян села Малые Клыки, началось строительство Казанского аэропорта, функционировавшего до начала 2000-х годов.

## Уличная сеть
В Малых Клыках находятся дома с адресацией по 10 улицам и одному переулку. Также в посёлке есть ещё одна улица, которая не имеет домовладений (улица Зажора). 
Самой протяжённой поселковой улицей является улица Большая Красная, имеющая длину в основной своей части (без боковых ответвлений) около 1,72 км. Самой короткой является улица Заречная — около 40 м, на которой сохранилось только одно домовладение (№ 15).    
| Список улиц посёлка Малые Клыки | Список улиц посёлка Малые Клыки | Список улиц посёлка Малые Клыки        | Список улиц посёлка Малые Клыки |
| Название улицы                  | Фотоизображение                 | Вариант адресной таблички              | Длина (в метрах)                |
| ------------------------------- | ------------------------------- | -------------------------------------- | ------------------------------- |
| Агрономическая улица            |                                 |                                        | 373                             |
| Большая Красная улица           |                                 |                                        | 1720                            |
| Дорожная улица                  |                                 |                                        | 381                             |
| Дорожный переулок               |                                 |                                        | 433                             |
| Зажора улица                    |                                 | Нет домов с адресацией по данной улице | 250                             |
| Заречная улица                  |                                 |                                        | 40                              |
| Клубная улица                   |                                 |                                        | 767                             |
| Новый Татарстан улица           |                                 |                                        | 505                             |
| Озёрная улица                   |                                 |                                        | 516                             |
| Рабочая улица                   |                                 |                                        | 97                              |
| Совхозная улица                 |                                 |                                        | 446                             |
| Татарстан улица                 |                                 |                                        | 433                             |